# Tjaneni
Tjaneni é uma cidade de Essuatíni localizada no distrito de Lubombo.